# جون كيربي (لاعب كرة قدم أمريكية)
جون كيربي (بالإنجليزية: John Kirby)‏ هو لاعب كرة قدم أمريكية أمريكي، ولد في 30 مايو 1942 في ديفيد سيتي في الولايات المتحدة، وتوفي بنفس المكان في 30 مايو 2017.

## وصلات خارجية
- جون كيربي على موقع مرجع كرة القدم المحترفة.كوم (الإنجليزية)